# یواس‌اس هلیوتروپ (۱۸۶۳)
یواس‌اس هلیوتروپ (۱۸۶۳) (به انگلیسی: USS Heliotrope (1863)) یک کشتی بود که طول آن ۱۳۴ فوت (۴۱ متر) بود.